# پیاسکو
پیاسکو (به ایتالیایی: Piasco) ، یک کومونه در ایتالیا است که در استان کونیو واقع شده‌است.

## خصوصیات
پیاسکو ۱۰٫۵ کیلومترمربع مساحت و ۲٬۷۹۷ نفر جمعیت دارد و ۴۵۸ متر بالاتر از سطح دریا واقع شده‌است.